# Mipus eugeniae
Mipus eugeniae is een slakkensoort uit de familie van de Muricidae. De wetenschappelijke naam van de soort is voor het eerst geldig gepubliceerd in 1853 door Bernardi.